# Bacău

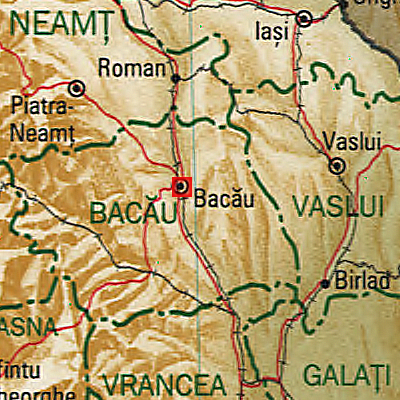
Bacău im Kreis Bacău

Bacău ([[baˈkəu̯]ⓘ], ungarisch Bákó, deutsch: Bakau oder Barchau) ist eine Stadt im Nordosten Rumäniens in der Region Westmoldau und Hauptstadt des gleichnamigen Kreises.

## Geographische Lage
Bacău liegt an der Ostseite der Ostkarpaten am Unterlauf des Flusses Bistrița, wenige Kilometer vor dessen Mündung in den Sereth.

## Geschichte
Die erste urkundliche Erwähnung erfolgte im Jahr 1408 während der Herrschaft von Alexandru cel Bun. Die etymologische Entstehungsgeschichte ist unklar, aber es ist möglich, dass der Ort von einem ungarischen Kriegsherren namens Bakó gegründet wurde, der so auch ursächlich für die ungarische Bezeichnung des Ortes war. Bacău lag im Fürstentum Moldau, das über mehrere Jahrhunderte dem Osmanischen Reich tributpflichtig war. Der Ort lag an einem wichtigen Handelsweg an der Moldau; seit dem 16. Jahrhundert ist ein wirtschaftlicher Aufschwung, im 17. Jahrhundert ein Niedergang zu verzeichnen. Im 17. und 18. Jahrhundert war Bacău der Sitz zahlreicher Bischöfe.
Während des Russisch-Türkischen Krieges (1768–1774) wurde die Stadt zerstört; der österreichische Historiker Franz Joseph Sulzer beschrieb Bacău danach als verlassen. Wie in nahezu allen Städten der Moldau, gab es auch in Bacău spätestens seit dem 18. Jahrhundert eine große jüdische Gemeinde, die durch Deportationen und Auswanderung während bzw. nach dem Zweiten Weltkrieg nahezu völlig verschwand.
Während des Ersten Weltkriegs und der Besetzung der Walachei durch deutsche Truppen war Bacău das Hauptquartier der rumänischen Armee.
Wichtige Wirtschaftszweige der Stadt sind die Textil-, die Chemie-, die Lebensmittel- und die holzverarbeitende Industrie. Im Textilunternehmen Wear Company waren 2007 ca. 120 chinesische Schneiderinnen beschäftigt.

## Bevölkerung
1930 lebten auf dem Gebiet der heutigen Stadt 31.138 Bewohner, darunter etwa 19.400 Rumänen, 9400 Juden, 800 Ungarn, 400 Deutsche und 200 Russen. Bei der Volkszählung 2002 wurden in der Stadt 175.500 Einwohner gezählt, darunter 173.041 Rumänen, 1605 Roma, 191 Ungarn, 118 Juden und 83 Deutsche.
Die Stadt hatte 2007 178.000 Einwohner. Das durchschnittliche jährliche Bevölkerungswachstum beträgt −2,4 %. 12,8 % der Menschen sind erwerbslos. 16,7 % der Bevölkerung sind unter 15 Jahren, 2,4 % sind über 75 Jahre alt (Stand 2007).

## Kulturdenkmäler
- Synagoge der Getreidehändler (Bacău)

## Wirtschaft
Bacău ist eine der größten Städte der Region Moldova und deren wirtschaftliches Zentrum. Viele Einwohner wanderten nach der Wende aus. Innerhalb zweier Jahrzehnte verlor die Stadt 20.000 Menschen und hat heute 133.000 Einwohner (Stand 2012). Diese Entwicklung unterscheidet sich nicht von anderen Städten und Regionen Rumäniens.
Der Nordosten Rumäniens profitierte bislang nicht im selben Maße vom wirtschaftlichen Aufschwung und den EU-Fördermaßnahmen wie Zentral- und Westrumänien. Der Strukturwandel setzte nach Abschluss der Privatisierungen Ende der 1990er Jahre auch in der Region Moldova ein, verlief jedoch wegen der räumlichen Distanz zur Hauptstadt und seiner europäischen Randlage deutlich langsamer.
In Bacău hat die Firma Dedeman SA, die größte Baumarktkette Rumäniens, ihren Stammsitz. Die größten Arbeitgeber sind Aerostar SA, eine Flugzeugwerft, Agricola SA, fleischverarbeitende Lebensmittelindustrie und Pambac, eine Fabrik für Brot, Gebäck und Nudeln. Im Sommer 2011 wurde das Messe- und Kongresszentrum Centrul de Afaceri și Expozițional eröffnet.

## Verkehr

### Eisenbahnverkehr
Bacău liegt an der zu Beginn der 1870er Jahre errichteten Bahnstrecke Bukarest–Galați–Roman. Diese ist heute eine wichtige Verbindung von Bukarest in den Nordosten des Landes. In der Stadt zweigt eine Nebenbahn nach Bicaz in den Ostkarpaten ab. Vom Autobus-Bahnhof der Stadt verkehren Fernbusse in viele größere Städte des Landes, unter anderem nach Bukarest, Constanța und Timișoara.

### Straßenverkehr
Durch die Stadt führt die Europastraße 85. Die E574 führt von hier aus Bacău nach Craiova.

### Flughafen
Im Süden der Stadt liegt der internationale Flughafen Bacău. Der Flughafen bietet mehrere Verbindung ins europäische Ausland an.
Die Rumänischen Luftstreitkräfte nutzen den Flughafen auch militärisch als Fliegerhorst 95 Alexandru Șerbănescu.

## Sport
In der Stadt sind die Fußballvereine FCM Bacău und SC Bacău sowie der Volleyballklub CS Știința Bacău beheimatet.

## Städtepartnerschaften
Partnerstädte von Bacău sind:
- Petah Tikva in Israel (2000)[10]
- Blaj im Kreis Alba (2003)[11]
- Mandaue City auf den Philippinen (2011)[12]